# Vladimir Pekhtine
 (juillet 2019).
Si vous disposez d'ouvrages ou d'articles de référence ou si vous connaissez des sites web de qualité traitant du thème abordé ici, merci de compléter l'article en donnant les références utiles à sa vérifiabilité et en les liant à la section « Notes et références ».
 (juillet 2019).
Vladimir Alekseïevitch Pekhtine (russe : Влади́мир Алексе́евич Пе́хтин, né le 9 décembre 1950, est un homme politique russe. 
Il a été député de la Douma pour les 3e, 4e, 5e, et 6e législature. Il a présidé le comité d'éthique du Parlement et a été vice-président de la Douma. Il a été le premier vice-président de Russie unie. Pekhtine a déjà siégé au conseil d'administration de la société de portefeuille électrique RAO UES et a été le directeur général de Kolymaenergo, une filiale de RusHydro.

## Biographie

### Enfance et éducation
Vladimir Pekhtine est né le 9 décembre 1950 à Léningrad. Il a étudié à l'Institut polytechnique de Léningrad, où il a obtenu un diplôme en génie hydraulique en 1974. En 1997, Pekhtine a obtenu un diplôme de candidat aux sciences de l'Université technique d'État de Saint-Pétersbourg. Il a obtenu son diplôme docteur ès sciences en 1999.

### Carrière

#### Carrière d'ingénieur
De 1982 à 1989, Pekhtine a travaillé à la centrale hydroélectrique de Kolyma, atteignant le poste de directeur adjoint. De 1992 à 1997, il a été directeur général de Kolymaenergo, une filiale de RusHydro. Il a siégé au conseil d'administration de la société de portefeuille électrique RAO UES de 1997 à 1998.

#### Carrière politique
Pekhtine s'est présenté à la Douma d'État en 1993, mais a perdu l'élection. En 1994, il devient adjoint à la première convocation de la Douma régionale de Magadan.
Pekhtine a été élu à la 3e législature de la Douma d'État en 1999. Il a dirigé le parti Russie unie à la Douma d'État d'avril 2001 à décembre 2003. Le 29 mars 2003, Pekhtin est élu membre du conseil suprême du parti Russie unie. Pekhtien a été réélu à la quatrième législature de la Douma d'État en décembre 2003. Il devient vice-président de la Douma d'État et premier vice-président du parti Russie unie. En 2007, il a été élu à la cinquième législature  de la Douma d'État.
Pekhtine a supervisé la mission d'observation électorale de la CEI du Kremlin pour les élections législatives de 2008 en Biélorussie. Alors que les médias contrôlés par l'État ont qualifié les dirigeants de l'opposition de traîtres, dont plusieurs ont été emprisonnés par le KGB biélorusse, Pekhtine a déclaré que toutes les élections récentes dans les anciennes républiques soviétiques étaient démocratiques et équitables. Il a contredit les conclusions de l'OSCE, disant : « Ils l'ont inventé, inventé, pour essayer de montrer qu'il y avait une sorte de pourriture. »
En 2012, Pekhtine est devenu président du comité d'éthique de la Douma. 
Pekhtine a soutenu la loi Dima Yakovlev de 2013, qui interdisait aux citoyens américains d'adopter des orphelins russes. 

#### Scandale de corruption
Le 30 août 2012, le député de la Douma, Dmitri Goudkov, publie un post LiveJournal intitulé « Gold pretzels: United Russia ». Le post mentionne Pekhtine comme l'une des personnes avec des écarts entre leur revenu déclaré et la valeur de leur propriété. Le 31 août, Kommersant publie un article sur les transactions immobilières qui, selon l'opposition, faisaient partie d'un projet commercial bien déguisé visant à vendre un terrain à l'État pour la construction d'une autoroute à un profit d'environ 75 millions de roubles. Une comparaison des déclarations de Pekhtine en 2010 et 2011 a montré qu'en 2011 il a acheté au moins trois parcelles de terrain à Saint-Pétersbourg d'une valeur de plus de 25 millions de roubles. 
En 2011, Pekhtine avait déclaré un revenu de 2,15 millions de roubles. Sa déclaration indiquait que lui et sa femme possédaient neuf parcelles de terrain, deux appartements, deux maisons, deux bâtiments non résidentiels et cinq voitures (une Porsche Cayenne, une Toyota Land Cruiser et trois Mercedes-Benz) ainsi que des motomarines et des motoneiges. 
Le 12 février 2013, Alexeï Navalny, sur la base de données immobilières accessibles au public, a fait état du lien de Pekhtine avec l'immobilier à Miami d'une valeur de 2,5 millions de dollars. Selon les documents, Pekhtine possédait un appartement dans un condominium Flamingo South Beach et un terrain en Floride. L'appartement a été acheté pour 540 000 $ en 2007 et le terrain pour 120 000 $. Les contrats publiés indiquaient que la moitié de l'immobilier appartenait à son fils, Alexeï Pekhtine. Le fils possédait également un appartement dans un complexe résidentiel au 1500 Ocean Drive. Avant décembre 2012, la moitié de l'appartement de 1,27 million de dollars appartenait à l'aîné Pekhtine. 
Pekhtine a démissionné de la Douma d'État le 20 février 2013, à la suite des révélations d'Alexeï Navalny selon lesquelles il possédait plus de 1,3 million de dollars de biens immobiliers non déclarés en Floride. Anatoly Lomakine et Vassili Tolstopiatov démissionnent peu après Pekhtine.

### Carrière ultérieure
Pekhtine est devenu membre du conseil d'administration de RusHydro en avril 2013. Il devient directeur général de l'institut hydrotechnologique RusHydro Lenhydroproject en mars 2014. 